# Eurocalia collaris
Eurocalia collaris är en insektsart som beskrevs av Van Duzee 1907. Eurocalia collaris ingår i släktet Eurocalia och familjen Flatidae. Inga underarter finns listade i Catalogue of Life.